# Diouna
Diouna è un comune rurale del Mali facente parte del circondario di Ségou, nella regione omonima.
Il comune è composto da 11 nuclei abitati:
- Bonzébougou
- Chouala
- Diouna
- Kamananko
- Kononkoun
- Kouna
- N'Golobala
- Shiè
- Tiékourabougou
- Touganébougou
- Zangonibougou